# عبد الغني الطنطاوي
عبد الغني الطنطاوي (1337- 1426 هـ / 1919- 2005 م) أول حاصل على شهادة دكتوراه في الرياضيات في سورية، أستاذ جامعي ومن شيوخ تعليم الرياضيات في دمشق.
كان متقنًا ثلاث لغات هي: الفرنسية، والإنكليزية، والألمانية، فضلًا عن العربية.
وهو شقيق الفقيه الأديب الشيخ علي الطنطاوي، والقاضي الشاعر ناجي الطنطاوي، والفيزيائي الأديب محمد سعيد الطنطاوي، وابن أخت الأستاذ الأديب محب الدين الخطيب.

## سيرته
وُلد عبد الغني بن مصطفى بن أحمد بن مصطفى الطنطاوي، في دمشق فجر يوم السبت 9 ربيع الآخر 1337هـ الموافق 11 يناير (كانون الثاني) 1919م. توفي والدُه وهو في السادسة من عمره، فنشأ في رعاية أخيه الأكبر الشيخ علي الطنطاوي وتوجيهه.
تلقَّى تعليمَه في المدرسة السُّلطانية (مكتب عنبر) وفيها نال حظًّا وافرًا من علوم الشريعة والعربية على يد أساتذتها الذين كانوا من كبار علماء الشام، ومن زملائه المقرَّبين فيها شكري فيصل وصلاح الدين المنجِّد. وحصل على شهادة الدراسة الثانوية من مدرسة التجهيز الأولى (جودة الهاشمي). ثم تخصَّص بدراسة الرياضيات في الجامعة السورية (جامعة دمشق)، وتخرَّج سنة 1938م، محرزًا المرتبة الأولى.
أقامت وِزارة المعارف السورية مسابقةً لابتعاث طالبَين إلى فرنسا لإكمال الدراسات العُليا، أحدهما في الرياضيات والآخر في العلوم، حصد فيها المركز الأول في القسمين. ابتُعث نتيجة لها إلى باريس عام 1940م لنيل شهادة الدكتوراه، فدرسَ في جامعة السوربون سنتين، وأفاد من جِلَّة أساتذتها، ولكنَّ نشوب الحرب العالمية الثانية حالَ دون إكماله الدراسة. تولَّى تدريسَ الرياضيات في مدينة حِمص، ثم عيِّن مفتشًا لمادَّة الرياضيات في وِزارة المعارف السورية (وزارة التربية) من 1943- 1946م.
ثم ابتُعث مرَّة أُخرى للحصول على الدكتوراه، ولكن هذه المرة إلى مصر عام 1946م، فنال شهادتَي الماجستير والدكتوراه في التحليل الرياضي سنة 1952م، من كلية العلوم بجامعة فؤاد الأول (جامعة القاهرة حاليًّا)؛ ليكون بذلك أولَ من يحمل شهادة الدكتوراه في الرياضيات في بلاد الشام.
وبعد عودته إلى دمشق درَّس في جامعتها (جامعة دمشق)، وأُعيرَ إلى الجامعة الليبية من 1960- 1963م، ثم قدِمَ المملكة العربية السعودية أستاذًا في جامعة أم القرى في مكة المكرَّمة من 1978- 1987م، ثم انتقل إلى جامعة الملك عبد العزيز بمدينة جُدَّة، وبقي يدرِّس فيها إلى أن أحيل على التقاعد سنة 1996م.

## أساتذته
تلقَّى علوم العربية والشريعة في مكتب عنبر على عدد من كبار الشيوخ والأساتذة، منهم:
- الشيخ زين العابدين التونسي
- الشيخ عبد القادر المبارك
- الأستاذ محمد سليم الجندي
- الأستاذ محمد البِزِم

## صفاته
عُرف عبد الغني الطنطاوي بحدَّة الذكاء، واشتَهَر بالزهد وشدَّة التواضع، وإنكار الذات، وإيثار العُزلة، وإنفاق كل ما يكسِبه على مَن حوله.
وصفه أخوه الأكبر العالم الأديب الشيخ علي الطنطاوي بقوله: «كان أخي عبد الغني نابغًا من صغره في الرياضيات، يَدهَشُ منه كلُّ من علَّمه من الأساتذة ويُفاخر به. وكان في باريس مثلًا مضروبًا للطالب المسلم، وفي التدريس نموذجًا للمدرِّس المبدع. درسَ فأعطى الدراسة حقها، ووجد في السوربون أساتذةً علماءَ فأخذ منهم أحسنَ ما عندهم. وعبد الغني مثلي مُنزوٍ معتزل، بل هو أشدُّ مني عُزلةً وانزواء، فكأنه مصباح قوي في غرفة مغلقة، نوره شديد ولكن لا يجاوز جُدرانها.. إخوتي ناجي وعبد الغني وسعيد كلهم أنبَغُ مني، ولكني خَطِفتُ الأضواء منهم كما يقولون في التعبير الحديث.».
ووصفه العلَّامة المربي عبد الرحمن الباني فقال: «هو من أذكياء الدنيا، مع استقامة ونزاهة تامَّة، وثبات على الحقِّ، استُدرج في دمشق لتنجيح بعض أبناء الذوات، فأبى بشدَّة، وآثر الهجرة».
وبيَّن فضله تلميذُه أستاذ الرياضيات عبد المجيد الحجِّي، قال: «كان الأستاذ الدكتور عبد الغني الطنطاوي نموذجاً للمدرِّس المبدع، سواء في المرحلة الثانوية أو المرحلة الجامعية. وأكثرُ مشاهير أساتذة الرياضيات في سوريا الحبيبة من طلَّابه، وكذلك كبارُ أساتذة الجامعات السورية. كلُّ من درَّسَه تأثَّر بأسلوبه الفريد الذي كان يستخدمه في محاضراته وكتاباته. كان لنا معلِّمًا ومربيًا وقدوةً ومثلًا أعلى. وكان يستخدم اللغةَ العربية للترميز، كانت دروسه ممتعةً ويسجلها بعضُ الطلَّاب على أشرطة وينقلونها الى دفاترهم».

## كتبه
1. (مبادئ التحليل الرياضي) في جزأين، من مطبوعات جامعة دمشق 1963م، الجزء الأول في 132 صفحة، والجزء الثاني في 588 صفحة.[14]
2. (متسلسلات كثيرات الحدود) وهو رسالته في الماجستير، لم تُطبَع.
3. (تمثيل الدوالِّ المنتظمة بواسطة سلاسل كثيرات الحدود) وهو رسالته في الدكتوراه، لم تُطبَع.[15]

## وفاته
توفي في مدينة جدة مساء 3 من جُمادى الآخرة 1426هـ، يوافقه 9 من يوليو (تَمُّوز) 2005م، ودُفن في مقبرة الرويس في جُدَّة.

## الملاحظات
1. ↑  هذا الصواب في تاريخ ولادته، وفي الأوراق الرسمية 1918 وهو خطأ. انظر (موسوعة الأسر الدمشقية) للدكتور محمد شريف الصواف، 2/ 575، الحاشية 2